# Zhang Yanchun
Zhang Yanchun (25 de setembre de 1978) és una esportista xinesa que va competir en judo, guanyadora d'una medalla de bronze al Campionat Asiàtic de Judo de 2005 en la categoria de –78 kg.

## Palmarès internacional
| Campionat Asiàtic | Campionat Asiàtic     | Campionat Asiàtic | Campionat Asiàtic |
| Any               | Lloc                  | Medalla           | Categoria         |
| ----------------- | --------------------- | ----------------- | ----------------- |
| 2005              | Taskent ( Uzbekistan) | 3                 | –78 kg            |